# Astragalus dipsaceus
Astragalus dipsaceus es una especie de planta del género Astragalus, de la familia de las leguminosas, orden Fabales.

## Distribución
Astragalus dipsaceus se distribuye por Turquía (Agri, Coram, Maras, Sivas y Yozgat).

## Taxonomía
Fue descrita científicamente por Bunge. Fue publicada en Mémoires de l'Academie Imperiale des Sciences de Saint Petersbourg 7, 15(1): 97 (1869).
Sinonimia
- Astragalus dipsacea (Bunge) Kuntze
Astragalus bornmuelleri